# Réaup-Lisse
Réaup-Lisse è un comune francese di 604 abitanti situato nel dipartimento del Lot e Garonna nella regione della Nuova Aquitania.

## Società

### Evoluzione demografica
Abitanti censiti